# Allerheiligenkirche (Wittichen)

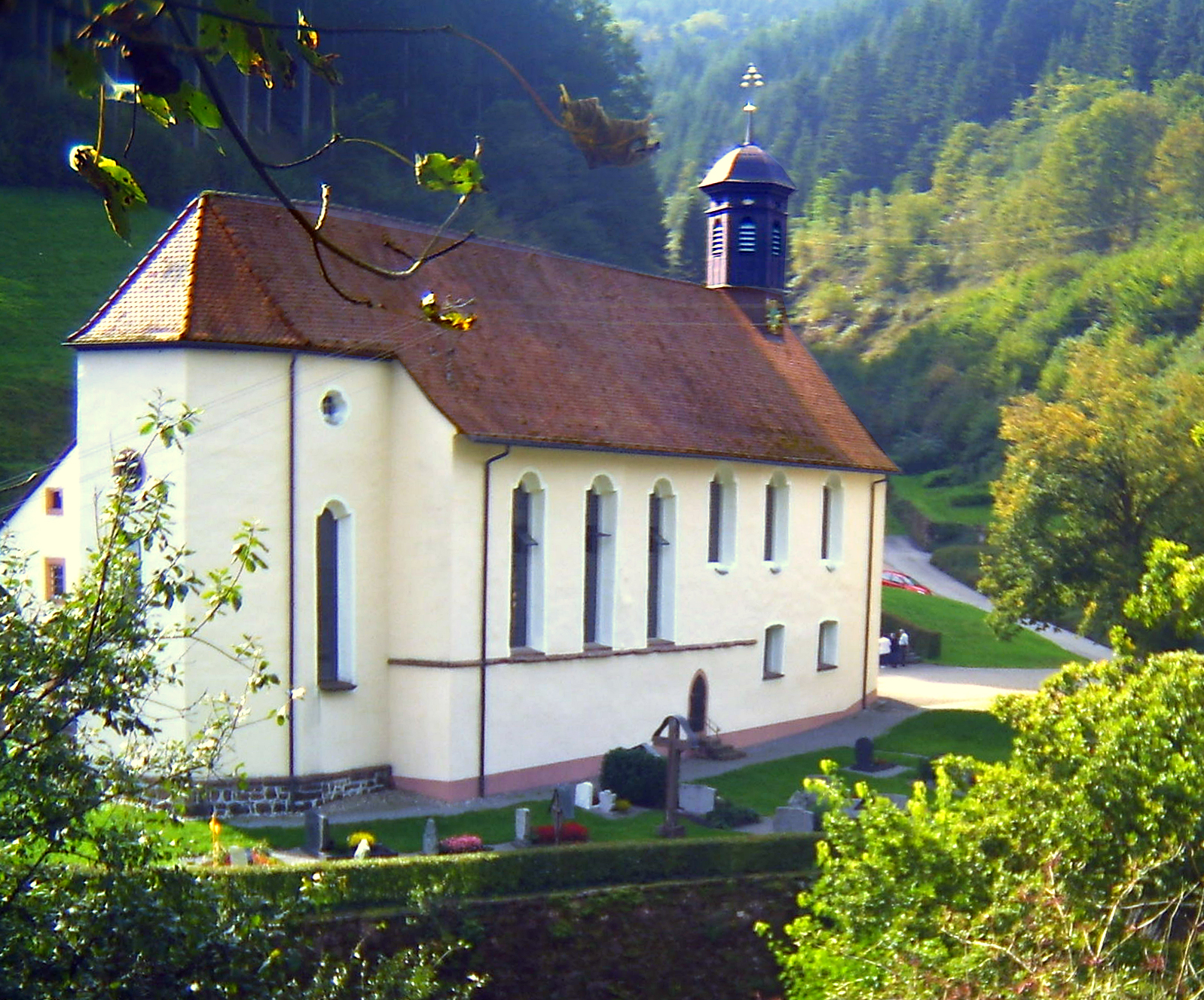
Allerheiligenkirche in Wittichen

Die ehemalige Klosterkirche des Klosters Wittichen ist heute die römisch-katholische Allerheiligenkirche, die in Wittichen steht, das zum Ortsteil Kaltbrunn von Schenkenzell im Landkreis Rottweil von Baden-Württemberg gehört. Die Kirchengemeinde gehört seit der Dekanatsreform am 1. Januar 2008 zum Dekanat Offenburg-Kinzigtal im Erzbistum Freiburg und zudem zur Seelsorgeeinheit Kloster Wittichen. Das Bauwerk ist beim Landesamt für Denkmalpflege Baden-Württemberg als Baudenkmal eingetragen.

## Beschreibung

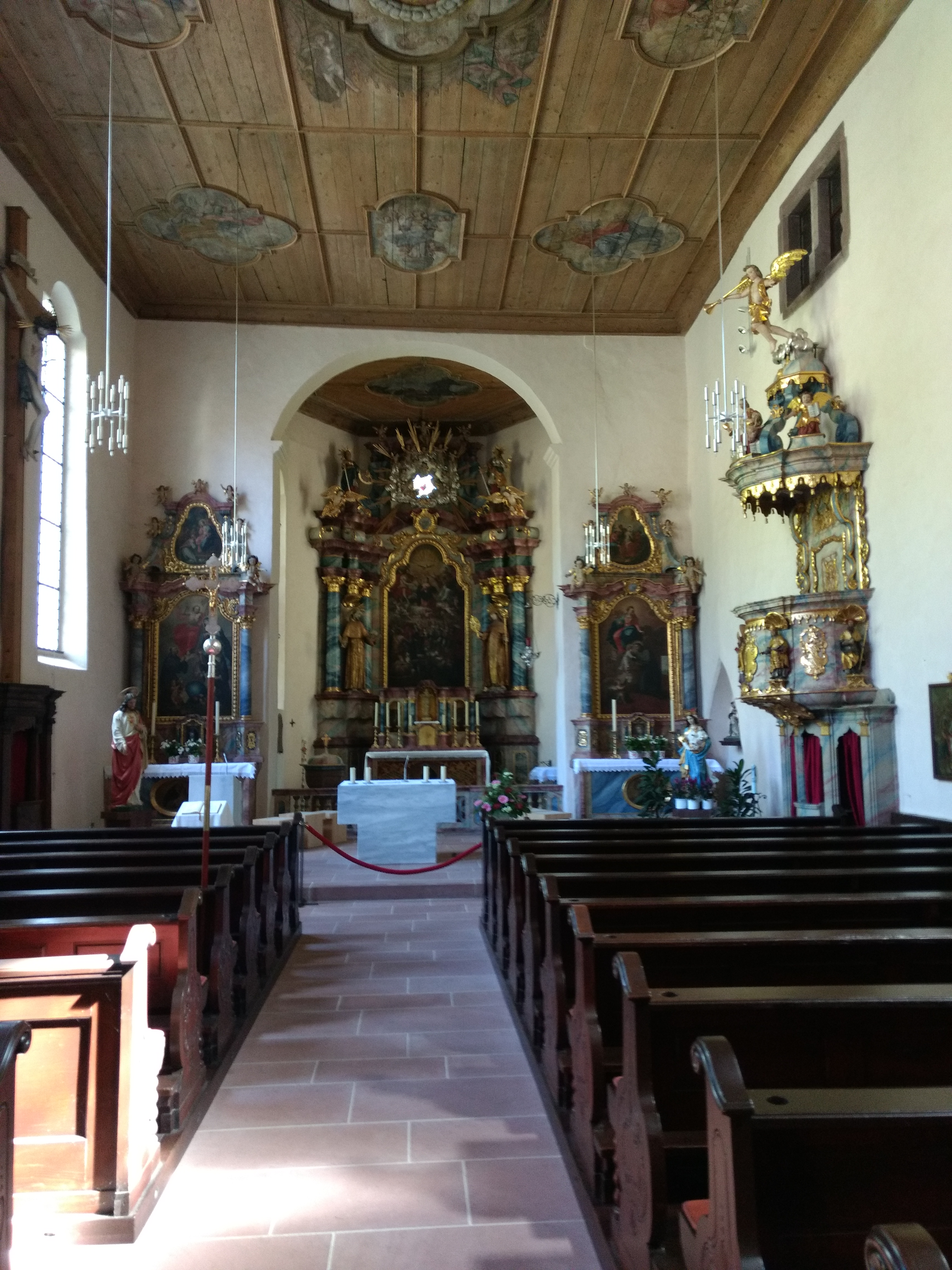
Blick zum Altar

Die Saalkirche wurde 1681 neu erbaut. Sie besteht aus einem Langhaus und einem eingezogenen, dreiseitig geschlossenen Chor im Osten. Aus dem Satteldach des Langhauses erhebt sich im Westen ein sechseckiger Dachreiter, der den Glockenstuhl beherbergt, und der mit einer Glockenhaube bedeckt ist.
Zur Kirchenausstattung gehört ein 1687 gebauter Hochaltar, auf dessen Altarretabel die Krönung Mariens und ein Allerheiligenbild dargestellt sind.